# 曹家乡 (万源市)
曹家乡，是中华人民共和国四川省达州市万源市曾经下辖的一个乡。2020年6月，撤销曹家乡，将原曹家乡所属行政区域划归白沙镇管辖。

## 行政区划
曹家乡撤销前下辖以下地区：
曹家沟村、后河村、小坪溪村和水鼓坝村。